# Наслідки Першої світової війни
Наслідки Першої світової війни — наслідки війни, яка тривала з 1914 по 1918 роки. Конфлікт мав вирішальний вплив на історію ХХ століття.
Перша світова війна визначила кінець старого світового порядку, котрий склався після Наполеонівських війн. Результат конфлікту був важливим чинником для виникнення Другої світової війни.

## Людські втрати на фронтах
Внаслідок війни загинули близько 10 000 000 вояків (включаючи близько 1 000 000 тих, хто зник безвісти), до 21 000 000 було поранено.
- Німеччина — загинули 1,8 мільйонів

- Російська Імперія — 1,7 мільйонів

- Франція — 1,4 мільйонів

- Австро-Угорщина — 1,2 мільйонів

- Британія — 950 000

- Італія — 460 000

- США — 115 000

- Канада — 60 000

- Австралія — 60 000

- Нова Зеландія — 16 783[1].

Кожна хвилина війни забирала життя 4 солдатів, а щонайменше 9 зазнавали поранень.
Втрати серед мирного населення. На війну, в якій брали участь 34 держави з населенням близько 1 мільярда чоловік (67 % від населення планети) було мобілізовано близько 65 мільйонів чоловіків.
- 5 000 000 мирних жителів померло

- не менше 6 000 000 людей, ослаблених труднощами війни, померли вже по війні внаслідок епідемії грипу у 1918—1919 років.

У відсотковому співвідношенні до чисельності населення найбільші жертви на вівтар війни були складені:
- Сербією — загинуло 6 % населення

- Францією — 3,4 %

- Румунією — 3,3 %

- Німеччиною — 3,0 %

Унаслідок використання в ході військових дій мінометів та артилерії багато військових отримували значні поранення зі спотворенням обличчя. У післявоєнні роки у Франції таких ветеранів стали називати розбиті обличчя.

## Руйнування
Війна затримала господарський і культурний розвиток покоління. Найбільших економічних збитків від війни зазнали
- Британія — 30 %

- Німеччина — 20 %

- Франція — 15 %

- США — 14 %

- Території, на яких точилися бої, особливо у Франції, Бельгії, Росії були вщент зруйновані;

- Під час окупації зайняті території грабувалися; місцеве населення примушувалося до будівництва оборонних споруд та риття шанців;

Політичні наслідки
- Війна поклала край існуванню Європи як центру колоніального світу. Припинили своє існування чотири імперії: Австро-Угорська, Німецька, Російська та Турецька;

- Поширення комунізму й лідерство США;

- Постали нові держави: Польща, Фінляндія, Литва, Латвія, Естонія, Чехо-Словаччина, Угорщина, Австрія, Сербо-хорватсько-словенське королівство. УНР, Грузія, Азербайджан та середньоазійські емірати не змогли відстояти свою незалежність;

- зруйновано процеси, що розпочалися на зламі ХІХ — ХХ століття, загострилися класові, міждержавні та етнічні суперечності;

- світ поділився на демократичний і тоталітарний;

- війна зруйнувала довоєнний міжнародний правовий порядок, породивши нову міжнародно-правову систему.

## Економічні наслідки
Наслідки війни були катастрофічними для народного господарства більшості країн. Прямі військові втрати воюючих країн становили 208
мільярдів доларів і перевищили в 12 разів золотий запас європейських країн. Було знищено третину національного багатства Європи. На війну працювало 40 000 підприємств і 13 000 000 зайнятих у країн Антанти та 10 000 і 6 мільйонів у країнах Троїстого союзу. Лише дві країни — США та Японія у роки війни збільшили національне багатство. США остаточно утвердилися як лідер світового економічного розвитку. Японія встановила монополію на торгівлю у Південно-Східній Азії. На фоні повсюдного падіння цивільного виробництва і життєвого рівня населення йшло зміцнення і збагачення монополій, пов'язаних з військовим виробництвом. На початок 1918 року німецькі монополісти акумулювали як прибуток 10 мільярдів золотих марок, американські — 35 мільярдів золотих доларів. Закріпившись за роки війни, монополії дедалі більше почали визначати шляхи подальшого розвитку, що ведуть до катастрофи західну цивілізацію. Підтвердженням цього є тези виникнення та поширення фашизму.
У роки війни вперше було запроваджено державне регулювання в масштабах національних господарств. Практично у всіх країнах склалася етатистська система економічних відносин. Частка державних видатків в економіці більшості європейських країн, що воювали, становила понад 50 %.
Післявоєнний економічний розвиток країн світу визначався укладенням ряду договорів, що склали Версальсько-Вашингтонську систему, в якій центральне місце зайняв Версальський договір, підписаний 1919 року 27 країнами — переможцями і Німеччиною.
США за роки Першої світової війни перетворилося на високо розвинуту індустріальну державу, наймогутнішу країну світової економіки, національне багатство якої зросло на 40 %, де було сконцентровано 1/2 золотого запасу світу, вартість промислової продукції збільшилась з 23,9 до 62 мільярдів доларів. Пришвидшився процес концентрації промисловості та банківської системи. На початку 1920-х 2/3 промислового виробництва та 50 % працівників було сконцентровано у найбільших монополіях. США вступили у війну у квітні 1917 року. Статус нейтральної країни дав їм змогу постачати країнам, що воювали, військові матеріали, продовольство, сировину. Обсяги зовнішньої торгівлі зросли вдвічі, вартість експорту — втричі (з 2,4 до 7,9 мільярдів доларів).
США вжили систему заходів щодо врегулювання економіки: надали монополіям державні замовлення, кредити, спрямувала державні інвестиції в галузі, пов'язані з військовим виробництвом, створили управління з контролю над сферами економіки, діяльність яких контролювала військово-промислова рада.
Змінився міжнародний фінансовий статус США. Країна ліквідувала майже половину заборгованості, стала кредитором багатьох держав на загальну суму 15 мільярдів доларів. США встановили своє економічне панування в Латинській Америці, торгівля з країнами якої впродовж 1913—1920 років збільшилась на 40 %.
У 1920 році США, населення яких становило 6 % від світового, виробляли понад половину світової промислової продукції, 1/2 вугілля, 2/3 нафти, 3/5 чавуну і сталі, 85 % автомобілів.
Велика Британія
У Великій Британії різко зменшилися основні показники: національного багатства — на половину; промислового виробництва — на 20 %; експорту товарів — удвічі. Розвивалися галузі, що працювали на військову промисловість (металургійна, хімічна, виробництво зброї). Державна політика спрямовувалась на примусове кооперування підприємств. Лише борг перед США становив 4 мільярдів доларів (виплати становили до 40 % від держбюджету країни впродовж багатьох років). Для вирішення продовольчих проблеми було введено державну закупівлю сільськогосподарської продукції у фермерів за вигідними цінами, було встановлено мінімальні зарплати найманим працівникам. Це сприяло збільшенню орних земель на 1,5 мільйонів гектарів і врожаю зернових на третину, проте країна продовжувала імпортувати продовольство. У 1920 р. виникла Британська асоціація банків.
За Версальським мирним договором, Велика Британія, як країна — переможець отримала значну частину репарації від Німеччини для покриття господарських втрат, збільшила за рахунок Німеччини і Туреччини свої колонії, територія яких досягла 35 мільйонів квадратних кілометрів, а населення — близько 450 мільйонів осіб.
У Франції загальні втрати під час війни оцінюються в 134 мільярдів золотих франків, з них людські втрати становили: убитих — 1,4 мільйонів осіб, покалічених — 0,7 мільйонів осіб (понад 10 % працездатного населення). Німеччина окупувала й зруйнувало господарство 10 найрозвиненіших департаментів Франції. За 1914—1918 роки промислове виробництво скоротилося на 40 %, сільськогосподарське — на третину, експорт — майже на половину. Нестача палива і сировини змушувала промисловців інтенсифікувати виробництво шляхом упровадження нових техніки і технологій, раціоналізації виробництва. Країна імпортувала значну частину сільськогосподарської продукції. Величезні витрати на військові потреби підірвали стабільність французької валюти. Країна перестала відігравати роль світового кредитора, особливо після втрати інвестицій (приблизно 4 мільярдів доларів), вкладених у Російську імперію. Загальний державний борг у 1920 році становив 300 мільярдів франків, з них 62 мільярди франків — це зовнішній борг.
Версальський договір зміцнив позиції французької економіки. Лотарингія постачала залізної руди стільки, скільки вся Франція, а Саарська область забезпечувала країну кам'яним вугіллям.

## Німеччина
Витрати Німеччини становили 150 мільярдів марок. Державний борг збільшився з 5 до 160 мільярдів марок. У 1918 році порівняно з 1913 роком обсяги промислового виробництва скоротилися на 43 %, сільськогосподарського — на 35-50 %, національне багатство зменшилось удвічі.
У 1916 році почався голод. Блокована країнами Антанти Німеччина експортувала лише 1/3 необхідних продуктів харчування. Скоротилася заробітна плата, робочий день становив 12 — 14 годин. Держава взяла під контроль виробництво і розподіл. У 1915 році уряд сприяв утворенню синдикатів у вугільній, цементній, алюмінієвій, взуттєвій галузях промисловості. У 1916 році програма Гінденбурга узаконила державне втручання в економіку країни. Було запроваджено загальну трудову повинність, карткову систему, державне кредитування промисловості.
За Версальським договором Німеччину зобов'язали платити контрибуцію країнам-переможцям у сумі 132 мільярди золотих марок. У 1923 році франко-бельгійські війська захопили Рурську область, що дало змогу вивозити з Німеччини вугілля і метали. У зв'язку з демілітаризацією заборонялося виробляти складну військову техніку. Країни Антанти отримали необмежене право займатися в цій державі економічною діяльністю.
В 1919 році США повернулися до золотого стандарту. На міжнародних конференціях у Брюсселі 1920 і Генуї 1922 років були ухвалені рішення про доцільність повернення до фінансового золотого паритету. Впродовж 1924—1929 років країни Європи стабілізували національні валюти. За золотовалютною формою центральні банки розмінювали банкноти на іноземну валюту, що конвертувалася на золото.
Листопадова революція
Див.: Листопадова революція
В листопаді 1918 року у Німеччині сполохнула революція, причинами якої були наростання соціальної напруги і важкість економічного життя. Революція призвела до встановлення в Німеччині режиму парламентської демократії, відомої як Веймарська республіка.
Революція почалась з повстання матросів у Вільгельмсгафені і Кілі, а за кілька днів охопила всю Німеччину. 9 листопада повстання охопило Берлін. Народ скандував: «Геть кейзера!». Вільгельм II під тиском начальника штабу Ґренера, котрий вважав продовження воєнних дій безглуздим, був змушений відректися від престолу і втікати з країни. До влади прийшли представники соціал-демократичної партії (СДПН).
План Дауеса
Див.: План Дауеса
Становище Німеччини викликало занепокоєння урядів країн Антанти. Саме тому США, Франція, Англія вирішили допомогти в оздоровленні німецької економіки.
Новий репараційний план для Німеччини був розроблений міжнародним комітетом експертів під головуванням Чарльза Г. Дауеса 16 серпня 1924 року на Лондонській конференції представниками країн-переможниць і прийнятий Німеччиною.
Основною метою плану було відновлення промислового потенціалу Німеччини і забезпечення виплат репарацій країнам-переможницям. План передбачав надання Німеччині позики у сумі 200 мільйонів доларів, у тому числі 100 мільйонів доларів виділяли американські банки. Вважалося, що відбудова, піднесення господарства, оздоровлення фінансів сприятиме регулярній сплаті репарацій Франції та Англії, які, у свою чергу, покриватимуть заборгованість США.
План Дауеса передбачав, що основна маса німецької продукції повинна спрямовуватися в СРСР, щоб не витісняти англійські й французькі товари з міжнародних ринків. Згідно з планом, СРСР повинен був постачати сировину в Німеччину.
План встановлював розміри платежів Німеччини в перші п'ять років по 1-1,75 мільярдів марок у рік, а — потім по 2,5 мільярдів марок у рік. Для забезпечення платежів передбачалося встановити контроль союзників над німецьким держбюджетом, грошовим обігом і кредитом, залізницями. Контроль здійснювався спеціальним комітетом експертів, яку очолював генеральний агент по репараціях.
У зв'язку з прийняттям плану Дауеса, між Францією та Бельгією з одного боку, і Німеччиною — з другого було підписано угоду про припинення окупації Рурського басейну і виведення звідти французьких і бельгійських військ.
План Дауеса діяв до 1929 року.

## Російська імперія
У березні 1917 року в Росії спалахнула революція, яка у 1918 році переросла у громадянську війну.
Участь Росії у Першій світовій війні 1914—1918 років поглибила соціально-економічні і політичні суперечності в країні. З початку 1917 року незадоволення війною та економічні труднощі викликали масовий страйковий рух. Страйк на Путиловському заводі в Петрограді, що розпочався 17 лютого 1917 року, став передвісником масових революційних виступів.
Революція призвела до значних територіальних втрат, більшість яких була повернена під час громадянської війни.
2 березня 1917 року цар Микола II зрікся престолу, 3 березня відмовився від трону і його брат Михайло.
Лютнева революція дала поштовх активізації національно — визвольної боротьби народів імперії. 17 березня 1917 року в Україні була створена Центральна Рада, яка очолила рух за самостійність.
7 листопада у Росії відбувся Жовтневий переворот 1917. У ході перевороту Тимчасовий уряд, що перебував у Петрограді — було заарештовано, а центральну владу перебрали на себе лідери більшовиків.
27 січня 1918 року Росія підписала Брестський мирний договір, що означало вихід Росії з Першої світової війни.

## Ліга Націй
Паризька мирна конференція прийняла вироблений спеціальною комісією Статут Ліги Націй, який став складовою Версальського та інших договорів.
Головним органом цієї міжнародної організації були щорічна Асамблея, до якої входили всі члени організації, і Рада Ліги, де були репрезентовані США, Велика Британія, Франція, Японія, Італія, а також п'ять не постійних членів. Рішення з усіх питань мали виноситись одноголосно. Переможені у війні держави, а також радянська Росія не входили до Ліги Націй. Ліга проголошувала розвиток співробітництва між народами і гарантію безпеки післявоєнного світу. Американський сенат, ознайомившись із умовами Версальського мирного договору і зі Статутом Ліги Націй, відхилив його, і США, будучи ініціатором створення цієї міжнародної організації, не увійшли до неї.
Генеральна Асамблея Ліги Націй виконувала роль міжнародного парламенту і мала право виносити рішення з усіх міжнародних політичних питань, включно з заходами, спрямованими на збереження миру.
До Ліги Націй належало управління двома територіями: Сааром і містом Данциг. Колоніальні володіння Німеччини та Османської імперії були передані за мандатом Ліги Націй Англії, Франції, Бельгії та Японії.
Статут Ліги Націй набрав чинності 10 січня 1920 року. 16 січня в Парижі відбулось перше засідання Ради ЛН, а 15 листопада в Женеві відбулась перша сесія її Асамблеї.